# Studenčica (rijeka)
Studenčica (lokalni naziv i Matica), lijeva pritoka rijeke Trebižat koja protječe kroz Studenačko polje u mjestu Studenci kod Ljubuškoga. Duljina toka iznosi joj 6 km.
Nastaje od više krških vrela (najveća su Vrilo, Vakuf i Kajtazovina), a prima i vodu od potoka Lukoč koji odvodi vode iz Čitlučkoga polja. U Trebižat utječe tri kilometra nizvodno od slapa Kravica.

## Vanjske poveznice
|  | Zajednički poslužitelj ima još gradiva o temi Studenčica (rijeka) |